# Kanton Schwyz
Kanton Schwyz [ʃviːts] er en kanton i Schweiz. Hovedstaden hedder Schwyz ligesom kantonen. Kantonen ligger i det centrale Schweiz mellem Zürichsee, Zugersee og Vierwaldstättersee og grænser mod syd til Uri, mod vest til Luzern, mod nord til Zug og Zürich, mod nordøst til St. Gallen og mod øst til Glarus.
Kantonen var en af de oprindelige tre kantoner, der i 1291 dannede Edsforbundet. Kantonen har også givet navn til hele det schweiziske edsforbund. I hele det tyske sprogområde blev kantonens navn i den højtyske form Schweiz anvendt om edsforbundet, mens kantonens egen udtale blev anvendt i det franske sprog som Suisse. På trods af ligheden mellem kantonen Schwyz' våben og staten Schweiz' våben er de opstået uafhængigt af hinanden.
- Wikimedia Commons har flere filer relateret til Kanton Schwyz

47°04′N 8°45′Ø / 47.07°N 8.75°Ø